# Kyle Milling
Kyle Milling (Elmhurst, 27 luglio 1974) è un ex cestista e allenatore di pallacanestro statunitense naturalizzato francese.